# Fred Savage
Fred Savage (Chicago, 9 de julho de 1976) é um ator, produtor e diretor norte-americano, mais conhecido por seu papel como Kevin Arnold na série The Wonder Years. Fred também estrelou as séries The Grinder e Friends from College.
Durante a década de 2000, dirigiu e produziu inúmeros episódios de programas infantis de sucesso, como That's So Raven, Drake e Josh, Hannah Montana, Os Feiticeiros de Waverly Place, entre outras. Também dirigiu alguns episódios das séries Ugly Betty, It's Always Sunny in Philadelphia, The Goldbergs, Modern Family e 2 Broke Girls.

## Biografia
Savage nasceu perto de Chicago, Illinois, filho de Joanne e Lewis Savage, um corretor de imóveis. Seu irmão é o também ator Ben Savage, bem como sua irmã, a atriz / musicista Kala Savage. Seus avós eram imigrantes judeus da Polônia, Ucrânia, Alemanha, e Letónia, Savage foi criado como judeu reformado.
Em 1999, graduou-se pela Universidade de Stanford, onde era um membro da fraternidade Sigma Alpha Epsilon, com uma licenciatura em Inglês. Em 7 de agosto de 2004, Savage casou com Jennifer Lynn Stone. Eles têm um filho chamado Oliver, que nasceu no dia 5 de agosto de 2006, e uma filha, Lily Aerin Savage, que nasceu no dia 3 de maio de 2008.

### Carreira
Fred começou a atuar aos nove anos, no filme O Menino Que Podia Voar (1986) e no curta-metragem de animação Dinosaurs: A Fun Filled Trip Back in Time, além do filme A Princesa Prometida (1987). Também participou de vários seriados da época, incluindo The Twilight Zone.
Aos doze anos, conseguiu o papel de Kevin Arnold no seriado Anos Incríveis, que projetou sua carreira em Hollywood. O programa foi um sucesso de crítica e público e se estendeu de 1988 a 1993. Fred foi indicado duas vezes ao Globo de Ouro e o Emmy Award, na categoria de "Melhor atuação de um ator em série de televisão de Comédia", sendo o ator mais jovem a ser indicado a um Emmy, na época Fred tinha 13 anos.
Em 1988, estrelou o filme Vice Versa, onde ele trocava de corpo com seu pai, interpretado pelo ator Judge Reinhold. No ano seguinte fez o filme Pequenos Monstros, com a participação de seu irmão, Ben Savage. No mesmo ano participou do filme O Gênio do Vídeo Game, com Luke Edwards, Christian Slater, Jenny Lewis e Beau Bridges. Este filme conta a história de um menino com problemas mentais e seu irmão (Fred) que viajam o país jogando videogame, até chegar ao grande concurso na Califórnia. Este filme foi o primeiro à mostrar imagens do jogo Super Mario Bros 3, que seria lançado no ano seguinte, além de outros jogos do console 8-bits da Nintendo.
Após o término de The Wonder Years, Fred fez algumas participações em séries de televisão. Em 1997, estrelou a sitcom Working, por duas temporadas, nessa série também fez sua estréia como diretor. Também participou da série Boy Meets World (estrelada por seu irmão mais novo, Ben Savage), tanto como ator, como diretor, em alguns episódios.  
Em 2002, participou do filme Austin Powers em o Homem do Membro de Ouro, no qual fazia um personagem com uma verruga enorme no rosto. Em 2003, fez a comédia dramática Regras da Atração, com o ator James Van Der Beek, neste filme fazia o papel de Marc, um junkie. Em 2006, Savage voltou a televisão na série, Crumbs, onde interpretava Mitch Crumb, um ator com uma carreira fracassada. Sua mãe, que está se recuperando em uma clínica psicológica, pede para que ele volte a morar com ela e seu irmão. Mas Mitch tem um segredo que a família Crumb não sabe, que ele é gay. A série infelizmente não deu certo e acabou sendo cancelada logo na primeira temporada. 
Durante a década de 2000, Fred dirigiu e produziu vários episódios de séries infantis do Disney Channel, como Even Stevens, Phil of the Future, That's So Raven, Wizards of Waverly Place, Hannah Montana, e também da Nickelodeon, como Drake e Josh, Zoey 101, Big Time Rush e Ned's Declassified School Survival Guide. Também dublou várias animações, incluindo Family Guy, BoJack Horseman e Kim Possible.
O último trabalho de Fred no cinema foi Daddy Day Camp (O Acampamento do Papai) de 2007, um filme dirigido por ele, que conta a estória de dois pais que decidem montar um acampamento de férias para crianças mal-comportadas, recebendo a ajuda de um coronel que deseja usar instruções militares neles. O protagonista, "Charlie Hinton", é representado pelo humorista Cuba Gooding Jr.. Este filme foi a estréia de Fred como diretor de longa-metragem. Infelizmente também não fez sucesso e ganhou vários Framboesas de Ouro. 
Em 2015, Savage voltou a atuar na série da Fox The Grinder. Porém a série foi cancelada pela Fox em 16 de maio de 2016, com apenas uma temporada. Em 2017, fez parte do elenco principal da série original da Netflix, Friends from College, que durou duas temporadas, sendo cancelada em 2019.

## Filmografia
| Filmes      | Filmes                                            | Filmes                             | Filmes                                          |
| Ano         | Título                                            | Papel                              | Notas                                           |
| ----------- | ------------------------------------------------- | ---------------------------------- | ----------------------------------------------- |
| 1986        | O Menino Que Podia Voar                           | Louis Michaelson                   |                                                 |
| 1987        | Dinosaurs: A Fun Filled Trip Back in Time         | Philip                             |                                                 |
| 1987        | Convicted: A Mother's Story                       | Matthew Nickerson                  | Para TV                                         |
| 1987        | A Princesa Prometida                              | O Neto                             |                                                 |
| 1988        | Vice Versa                                        | Charlie Seymour / Marshall Seymour |                                                 |
| 1988        | Run Till You Fall                                 | David Reuben                       | Para TV                                         |
| 1989        | Pequenos Monstros                                 | Brian Stevenson                    |                                                 |
| 1989        | O Gênio do Vídeo Game                             | Corey Woods                        |                                                 |
| 1990        | When You Remember Me                              | Mike Mills                         | Para TV                                         |
| 1991        | Christmas on Division Street                      | Trevor Atwood                      | Para TV                                         |
| 1996        | No One Would Tell                                 | Bobby Tennison                     | Para TV                                         |
| 1996        | How Do You Spell God?                             | Narrador da história               | Para TV                                         |
| 1997        | A Guy Walks Into a Bar                            | Josh Cohen                         |                                                 |
| 1998        | The Jungle Book: Mowgli's Story                   | Narrador                           | Voz                                             |
| 2001        | Area 52                                           | Chase Auberg                       | Para TV                                         |
| 2002        | Austin Powers em o Homem do Membro de Ouro        | Número Três                        |                                                 |
| 2002        | Regras da Atração                                 | A Junkie Named Marc                |                                                 |
| 2004        | Quantas Mais Melhor                               | Steven Goodson                     |                                                 |
| 2004        | Uma Eleição Muito Atrapalhada                     | Bullard                            |                                                 |
| 2006        | Holidaze: The Christmas That Almost Didn't Happen | Rusty Reindeer                     | Voz                                             |
| 2009        | Single White Millionaire                          | Ricky Zimmer                       | Para TV                                         |
| 2018        | Era Uma Vez um Deadpool                           | Ele mesmo                          |                                                 |
| Televisão   |                                                   |                                    |                                                 |
| Ano         | Título                                            | Papel                              | Notas                                           |
| 1986        | Morningstar/Eveningstar                           | Alan Bishop                        | 7 episódios                                     |
| 1986        | The Twilight Zone                                 | Jeff Mattingly                     | 1 episódio                                      |
| 1986        | Crime Story                                       | Filho de Luca                      | 1 episódio                                      |
| 1988        | ABC Weekend Specials                              | Garfield 'Garf' Jerrniga           | 1 episódio                                      |
| 1988 - 1993 | The Wonder Years                                  | Kevin Arnold                       | Protagonista / 115 episódios                    |
| 1992        | Seinfeld                                          | Fred Savage                        | 1 episódio                                      |
| 1998        | The Outer Limits                                  | Danny Martin                       | 1 episódio                                      |
| 1998        | Boy Meets World                                   | Stuart                             | 1 episódio                                      |
| 1997 - 1999 | Working                                           | Matt Peyser                        | 36 episódios                                    |
| 2001 - 2002 | Oswald                                            | Oswald                             | Dublagem / 6 episódios                          |
| 2001 - 2003 | Nick Jr.                                          | Apresentador                       | de 3 de setembro de 2001 a 29 de agosto de 2003 |
| 2002        | State of Grace                                    | Escritor                           | 1 episódio                                      |
| 2003        | Law & Order: Special Victims Unit                 | Michael Gardner                    | 1 episódio                                      |
| 2004        | Justice League                                    | Hank Hall / Hawk                   | Dublagem / 1 episódio                           |
| 2004 - 2007 | Kim Possible                                      | Wego                               | Dublagem / 2 episódios                          |
| 2006        | Crumbs                                            | Mitch Crumb                        | Protagonista / 13 episódios                     |
| 2009        | Family Guy                                        | Ele Mesmo                          | Dublagem / Episódio: "Fox-y Lady"               |
| 2010        | Big Time Rush                                     | Diretor                            | Episódio: "Big Time Christmas"                  |
| 2010 - 2013 | Generator Rex                                     | Noah                               | Dublagem / 22 episódios                         |
| 2011        | Happy Endings                                     | Ele Mesmo                          | Episódio: "Lying Around"                        |
| 2014 - 2016 | BoJack Horseman                                   | Goober / Richie Osborne            | Dublagem / 2 episódios                          |
| 2015 - 2016 | The Grinder                                       | Stewart Sanderson                  | Protagonista / 22 episódios                     |
| 2017 - 2019 | Friends from College                              | Max Adler                          | Elenco Principal                                |

## Prêmios e Indicações
| Prêmios | Prêmios                 | Prêmios                                   | Prêmios                  | Prêmios   |
| Ano     | Premiação               | Categoria                                 | Trabalho                 | Resultado |
| ------- | ----------------------- | ----------------------------------------- | ------------------------ | --------- |
| 1987    | Young Artist Awards     | Performance Excepcional de Jovem Ator     | O Menino Que Podia Voar  | Venceu    |
| 1988    | Young Artist Awards     | Melhor Ator Jovem em Filme de Drama       | A Princesa Prometida     | Venceu    |
| 1989    | Young Artist Awards     | Melhor Ator Jovem                         | The Wonder Years         | Venceu    |
| 1989    | Q Awards                | Melhor Ator                               | The Wonder Years         | Venceu    |
| 1989    | Emmy Awards             | Ator Principal Marcante                   | The Wonder Years         | Indicado  |
| 1990    | Young Artist Awards     | Melhor Ator Jovem                         | The Wonder Years         | Indicado  |
| 1990    | Young Artist Awards     | Melhor Ator Jovem                         | O Gênio do Vídeo Game    | Indicado  |
| 1990    | Q Awards                | Melhor Ator                               | The Wonder Years         | Venceu    |
| 1990    | Prémios People's Choice | Performance Jovem Favorita                |                          | Venceu    |
| 1990    | Prêmios Globo de Ouro   | Melhor Performance de Ator em Série de TV | The Wonder Years         | Indicado  |
| 1990    | Emmy Awards             | Ator Principal Marcante                   | The Wonder Years         | Indicado  |
| 1990    | Prêmio Saturno          | Melhor Performance                        | Vice Versa               | Venceu    |
| 1991    | Prémios People's Choice | Performance Jovem Favorita                |                          | Venceu    |
| 1991    | Prêmios Globo de Ouro   | Melhor Performance                        | The Wonder Years         | Indicado  |
| 2007    | DGA Awards              | Direção Marcante                          | Phil of the Future       | Indicado  |
| 2008    | Razzie Awards           | Pior Diretor                              | O Acampamento do Papai   | Indicado  |
| 2008    | DGA Awards              | Direção Marcante                          | Wizards of Waverly Place | Indicado  |